# Muttergottes auf dem Holderstock

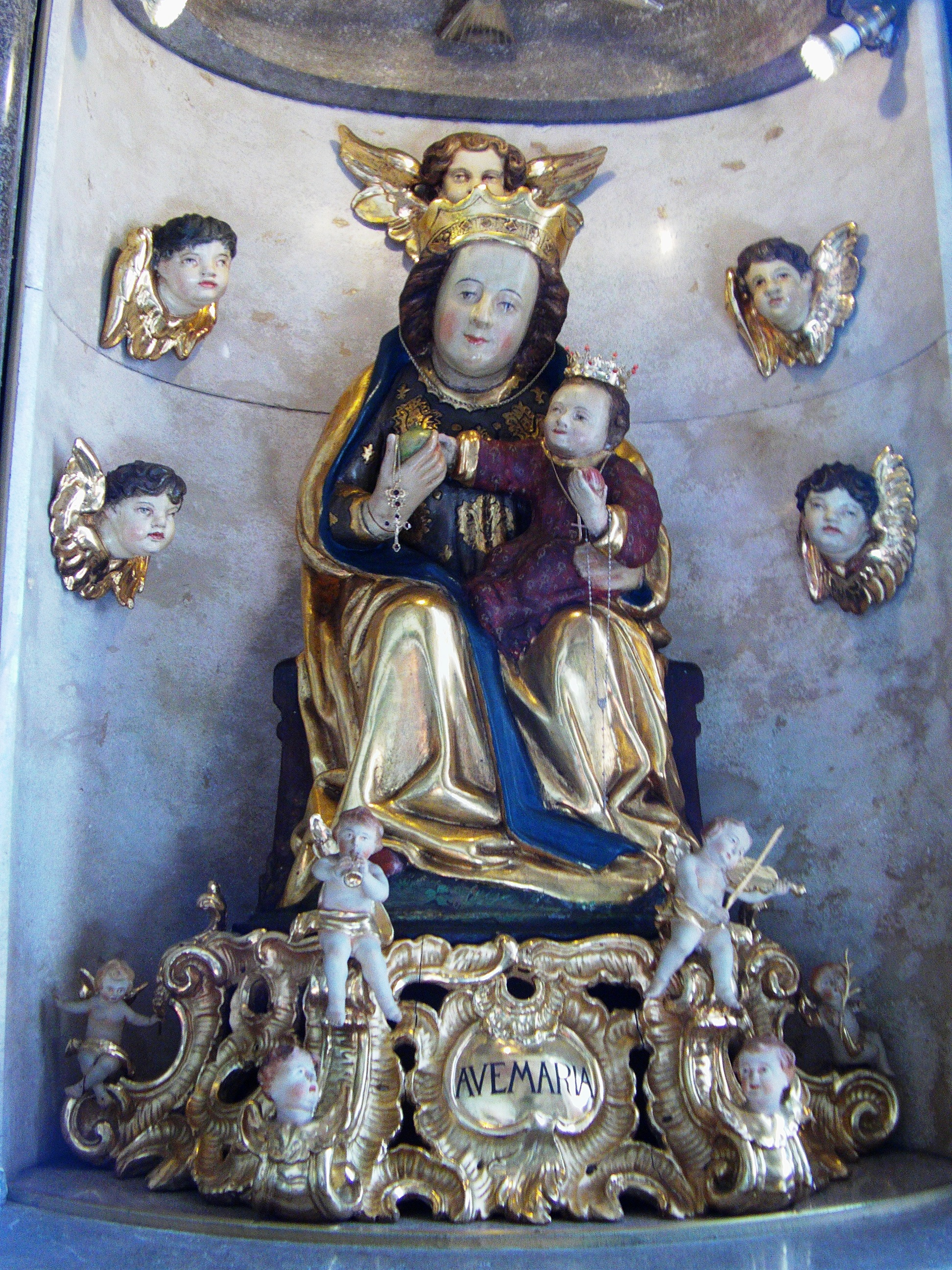
Muttergottes auf dem Holderstock

Muttergottes auf dem Holderstock ist der Titel des Gnadenbildes der Gottesmutter Maria in der Pfarr- und Wallfahrtskirche Mariä Geburt in Schneeberg im Odenwald, ungefähr zwei Kilometer von Amorbach entfernt.

## Geschichte
Der kleine Ort Schneeberg entstand als Klosterhof der Benediktinerabtei Amorbach höchstwahrscheinlich schon vor der Jahrtausendwende. Die erste urkundliche Erwähnung Schneebergs ist jedoch erst auf das Jahr 1237 datiert.
Im Jahr 1445 wird erstmals die Weihe einer Kirche zu Ehren der Gottesmutter Marie bezeugt. In dieser Zeit ist auch das Gnadenbild entstanden. Wohl gleichzeitig dürfte auch die Wallfahrt entstanden sein. Schon im Jahr 1470 beauftragte der Würzburger Fürstbischof Rudolf von Scherenberg (1466–1495) den Amorbacher Abt Johann I. (1466–1484) mit einer Untersuchung auf Rechtmäßigkeit der Schneeberger Wallfahrt. Die Untersuchung bestätigte offensichtlich die Rechtmäßigkeit der Wallfahrt, denn am 23. November 1470 bestätigte der Fürstbischof den Gnadenort mit einem Ablassbrief. Vier Jahre später war der Kirchenbau von 1445 wohl schon zu klein, denn man bemühte sich um einen Kirchenneubau, der im Jahr 1476 vom Würzburger Weihbischof Johannes Hutter OFM konsekriert wurde. 1521 erbaute man um das Gnadenbild der Muttergottes auf dem Holderstock die Gnadenkapelle, deren Standort sich das Gnadenbild selbst ausgesucht hatte. In einer Urkunde aus dem Jahr 1739 wird überliefert, dass um das Jahr 1521 das Bild morgens mehrmals in einem „Holderstock“ (Holunderbaum) zu finden war, weshalb die Gnadenkapelle um den Holderstock mit dem Gnadenbild gebaut wurde. Der Holunderbaum war noch bis 1862 zu sehen. Der Volksmund weiß noch zu berichten, dass am 10. Juni an der Stelle der jetzigen Gnadenkapelle Schnee gefallen sei, worauf die Gnadenkapelle gebaut worden sei.
Im Zeitalter der Reformation bestand die Wallfahrt weiter. Es wird sogar bezeugt, dass hier durch die Fürbitte Mariens eine evangelische Christin von einem Augenleiden geheilt worden sei. Im Jahr 1688 wurde Schneeberg vom Mainzer Kurfürst zur Pfarrei erhoben. Aus dieser Zeit stammt auch der jetzige Altar in der Gnadenkapelle.
Im 18. und 19. Jahrhundert erlebte die Schneeberger Wallfahrt eine Blütezeit. Auch die Mönche des nahen Amorbacher Klosters pilgerten alle zwei Wochen in die Schneeberger Kirche und beteten dort einen Teil ihres Stundengebets. So wurde erstmals 1743 das Gnadenbild der „Muttergottes auf dem Holderstock“ in einer Prozession durch den Ort getragen, um eine Tierseuche abzuwehren, die in den Nachbarorten ausgebrochen war. Die Anzahl der Pilger war so groß, dass über eintausend Kommunionen ausgeteilt wurden. Seit 1797 wurden Aushilfspriester hinzugezogen, so halfen 10 bis 12 Priester vor allem am Fest Mariä Geburt am 8. September dem Schneeberger Pfarrer bei der Betreuung der Wallfahrer.
Zu Beginn des 20. Jahrhunderts schlief die Wallfahrt immer weiter ein, bis sie ab 1926 vom damaligen Pfarrer Brenneis wieder belebt wurde.
Noch heute konzentriert sich die Wallfahrt auf den Festtag Mariä Geburt am 8. September. Aber auch während des Jahres besuchen immer wieder Einzelpersonen, Kleingruppen und auch größere Pilgergruppen das Gnadenbild der Muttergottes auf dem Holderstock.